# Serge Witte
Pour les articles homonymes, voir Witte.
Serge Witte (en russe : Сергей Юльевич Витте, Sergueï Ioulievitch Witte) (29 juin 1849-13 mars 1915), ministre des Finances sous les règnes des empereurs Alexandre III et Nicolas II, fut le premier chef du gouvernement du pays du 6 novembre 1905 au 5 mai 1906.
Il a été l'un des maîtres d'œuvre de l'industrialisation de la Russie et l'auteur du Manifeste d'octobre de 1905, prélude à la première constitution russe.

## Les années d'apprentissage
Né à Tiflis (aujourd’hui Tbilissi, en Géorgie), Serge Witte est le fils de Julius Witte et de Catherine Fadeïev, et cousin de Madame Blavatsky. D'origine germano-balte et hollandaise, sa famille paternelle était déjà installée en Russie, dans la région de la Baltique, à l'époque de Pierre le Grand. Son grand-père maternel, André Fadeïev, a été gouverneur de Saratov et conseiller privé du Caucase. Sa grand-mère maternelle, Hélène Dolgoroukov, appartenait à une famille de la grande aristocratie très proche de la famille impériale.
Élevé dans la maison des parents de sa mère, Witte fait ses études supérieures à l'université d'Odessa avec l'espoir de travailler dans les mathématiques pures. Cependant, après l'obtention de son diplôme en 1870, il trouve un emploi à la Compagnie des Chemins de Fer du Sud-Ouest. Il travaille dans l'administration et la gestion des diverses lignes de chemins de fer dont s'occupe la société et y devient un véritable spécialiste en la matière.
Il est embauché par le ministère des Finances en 1889 et devient directeur des affaires ferroviaires. Dans ce rôle, il prenait part  à l'enquête de l'Accident de train de Borki. Il fait alors la connaissance de l'empereur Alexandre III qui reconnaît vite en lui un homme intelligent, capable de faire avancer l'économie du pays. Il le nomme ministre des Voies de communication en février 1892. Six mois plus tard, Alexandre III révoque son ministre des Finances, Ivan Alexeïevitch Vichnegradski, qui l'avait déçu, et le remplace par Witte.

## Le ministre des Finances
Serge Witte a pour ambition le développement économique de l'empire. Il se donne comme premières tâches de terminer la construction du transsibérien, qu'Evgueni Bogdanovitch avait entrepris à la fin des années 1860, en menant la voie jusqu'à Vladivostok, et d'étatiser le commerce de la vodka, sur lequel il compte pour faire entrer de l'argent.
En 1894, Nicolas II monte sur le trône et laisse, provisoirement, tous ses ministres en place. La politique économique de Witte n'est pas affectée par le changement de règne et le nouvel empereur lui fait confiance. Le ministre continue les réformes financières amorcées sous Alexandre III : le 3 janvier 1897, le rouble-or est instauré dont l'impérial (15 roubles) et le demi-impérial (7 roubles et 50 kopecks). Cette réforme donnera un élan sans précédent en Russie, à l'économie et aux développements de l'industrie.
Pour développer l'industrie, Serge Witte a recours à l'emprunt à l'étranger. De 1895 à 1899, ils atteignent 275 millions de roubles, venant surtout de France et de Belgique. Grâce à eux, le développement industriel grimpe à des sommets jamais atteints. La production augmente en effet de 8 % dans les années 1890.
Par des économies minutieuses, il procède à la stabilisation de la monnaie. Malgré les influences extérieures (surtout françaises) qui demandaient le bimétallisme, il introduit l'étalon-or en Russie, ce qui permettra à plusieurs industriels russes de s'enrichir rapidement.
Witte a aussi comme priorité le développement du commerce à l'étranger. Après une négociation serrée avec Berlin, le gouvernement allemand accepte d'appliquer à la Russie un tarif douanier très favorable.
Witte encourage les compagnies privées étrangères à venir investir en Russie. En 1900, près de 300 sociétés, en grande partie françaises et belges, y sont installées.
La colère grandissante dans les campagnes prouve cependant que les paysans ne profitent guère du boom économique. Ils sont trop lourdement imposés et ne possèdent pas assez de terres. Conscient du problème, Witte tente de convaincre Nicolas II de convoquer une conférence paysanne afin de régler ces problèmes. L'empereur tergiverse, car il a une foi inébranlable en la fidélité du moujik. Ce n'est qu'en 1902 que débute une série de conférences, mais on ne s'entend cependant pas sur les résolutions à prendre.

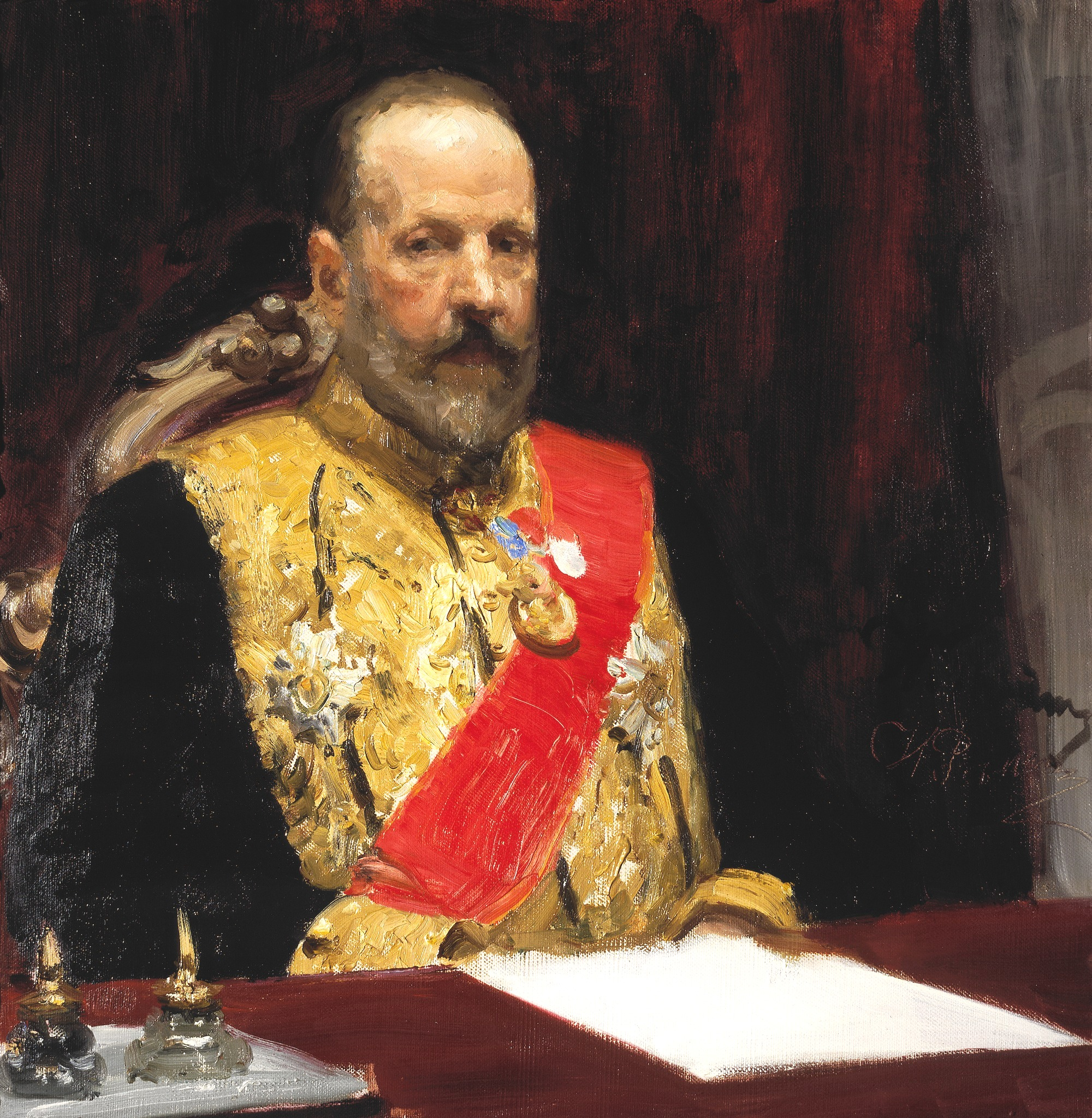
Portrait de Serge Witte par Ilia Répine (1903).

En 1903, Serge Witte est obligé de démissionner car il s'oppose à la guerre que la Russie est en train de préparer contre le Japon. Selon lui, l'économie du pays n'est pas encore assez solide pour se lancer dans cette aventure. Nicolas II le nomme alors président du Conseil des ministres, un titre quasi-honorifique.

## Le conseiller et négociateur

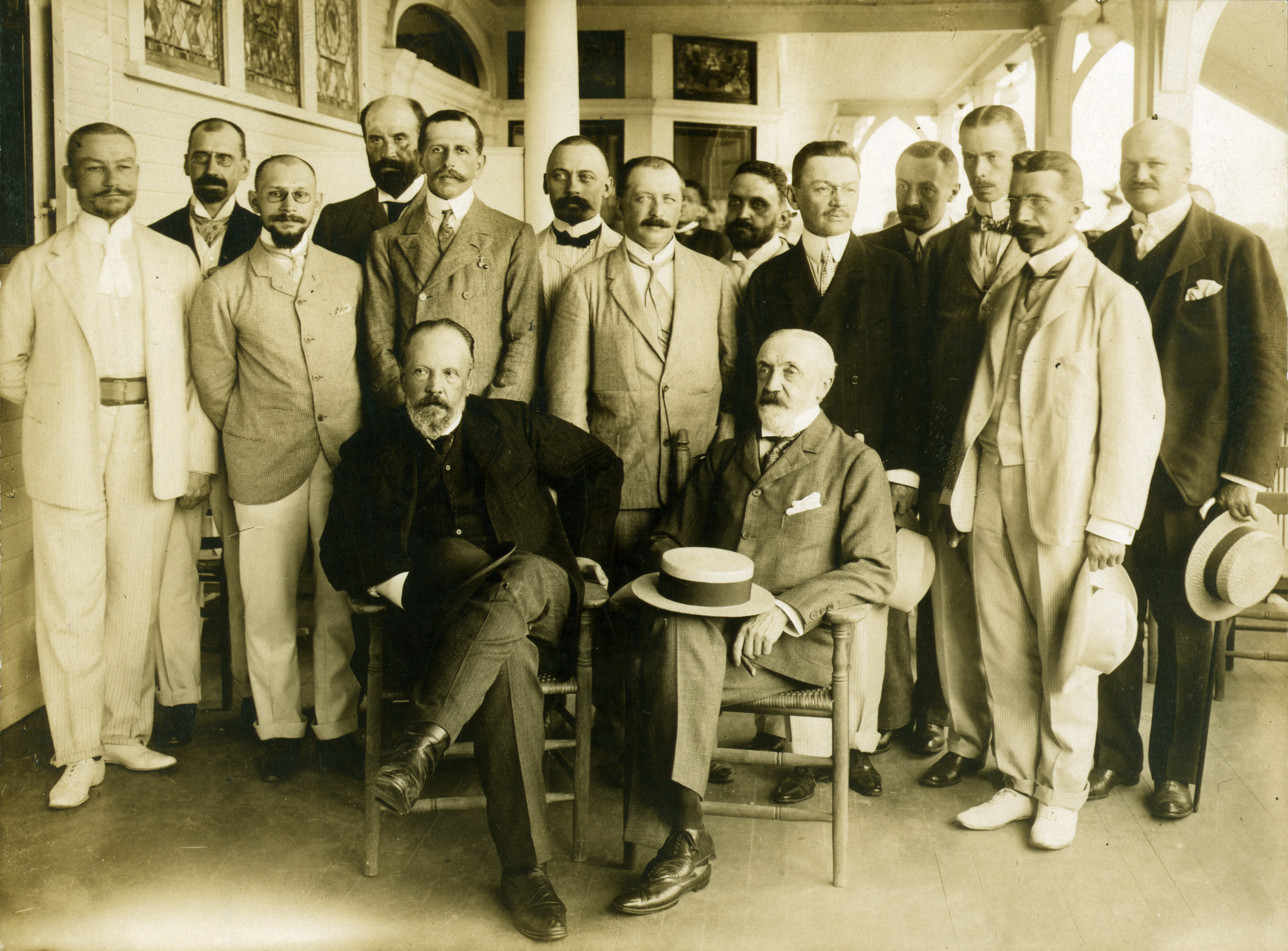
La commission russe au Traité de Portsmouth (Witte est assis à gauche, Rosen à droite) avec Ivan Korostovetz, Guéorgui Plançon, Chipov, Prince Koudachev.

La guerre russo-japonaise est catastrophique pour la Russie. À l'été 1905, le président américain Theodore Roosevelt se propose en médiateur et Nicolas II décide d'envoyer Serge Witte, avec le baron Roman Romanovitch Rosen comme adjoint, aux États-Unis y négocier une paix avantageuse, le Traité de Portsmouth. La conférence a lieu à Portsmouth, New Hampshire et, malgré les circonstances, l'ancien ministre parvient à tirer son épingle du jeu. Certes, la presqu'île de Liao-Tong, Port-Arthur et Dairen reviennent au Japon, mais l'île de Sakhaline est partagée entre les deux ex-belligérants. De plus, la Russie n'aura pas à payer les indemnités de guerre réclamées par le Japon, ce qui semble essentiel à l'opinion publique russe.
En récompense de ses services rendus, le 8 octobre 1905 Nicolas II le fait comte de l'Empire russe, qui est alors en pleine tourmente révolutionnaire.
Les émeutes éclatent partout, les ouvriers sont en grève dans une bonne partie des usines du pays. Un soviet des ouvriers s'est même formé à Saint-Pétersbourg. Nicolas II demande à Witte de rédiger un mémorandum lui recommandant les solutions pour régler les problèmes qui y sont liés. Ce mémorandum énonce qu'il faut choisir entre une dictature militaire et l'octroi d'une constitution. Pour sa part, Serge Witte préconise fortement l'instauration d'une constitution. Le tsar lui commande alors d'en élaborer les termes.
Selon le Manifeste impérial du 30 octobre, l'Empire devient une monarchie semi-constitutionnelle, permettant la liberté de conscience, de parole, de réunion et d'association, et annonçant l'institution d'un parlement élu, la Douma. L'empereur conserve ses prérogatives sur la Défense, les Affaires étrangères, et la nomination ou la révocation des ministres.
Witte devient le premier Premier ministre de la nouvelle Constitution ; Nicolas II le charge de former le prochain gouvernement: il est le premier chef de gouvernement de la Russie.

## Le Premier ministre
Witte a de la peine à former son gouvernement. Des libéraux du Parti constitutionnel démocratique, comme Dimitri Chipov (en) et Alexandre Goutchkov, craignent d'y entrer de peur d'y perdre leur réputation de contestataires et d'être ainsi répudiés par les opposants au régime. Finalement, le gouvernement de Witte ne sera composé que de fonctionnaires et non de politiciens.
L'objectif le plus urgent est l'instauration d'une réforme agraire, afin d'apaiser les jacqueries paysannes. Le projet de loi propose la nationalisation des domaines de plus de 1 000 hectares, la redistribution des terres aux paysans et l'indemnisation des propriétaires expropriés. Witte l'approuve mais pas Nicolas II qui décide de renvoyer le ministre de l'Agriculture.
Malgré les troubles qui continuent de plus belle et qui finissent par exaspérer le tsar, de plus en plus déçu par Witte, celui-ci parvient tout de même à négocier avec la France un nouvel emprunt de 2,5 milliards de francs-or (844 millions de roubles), le plus gros emprunt russe à ce jour.
En avril 1906, les « radicaux » remportent les premières élections russes de l'histoire, au grand dam de Nicolas II qui renvoie son premier ministre, qu'il remplace par le très conservateur Ivan Goremykine, et en même temps, par un rescrit impérial publié le 22 avril, il le nomme Chevalier de l’Ordre de Saint-Alexandre Nevski avec diamants .

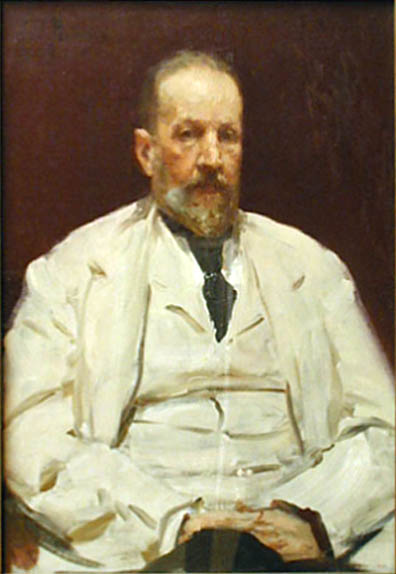
Serge Witte, par Ilia Répine

Le Manifeste du 20 février 1906 créa le Conseil d'État en tant qu'organe législatif - la Chambre haute du Parlement de Russie ainsi que la Chambre basse, la Douma d'État, Witte devint membre du Conseil d'État qui était composé d'un nombre égal de membres nommés par l'empereur et de membres élus.

## Retraite

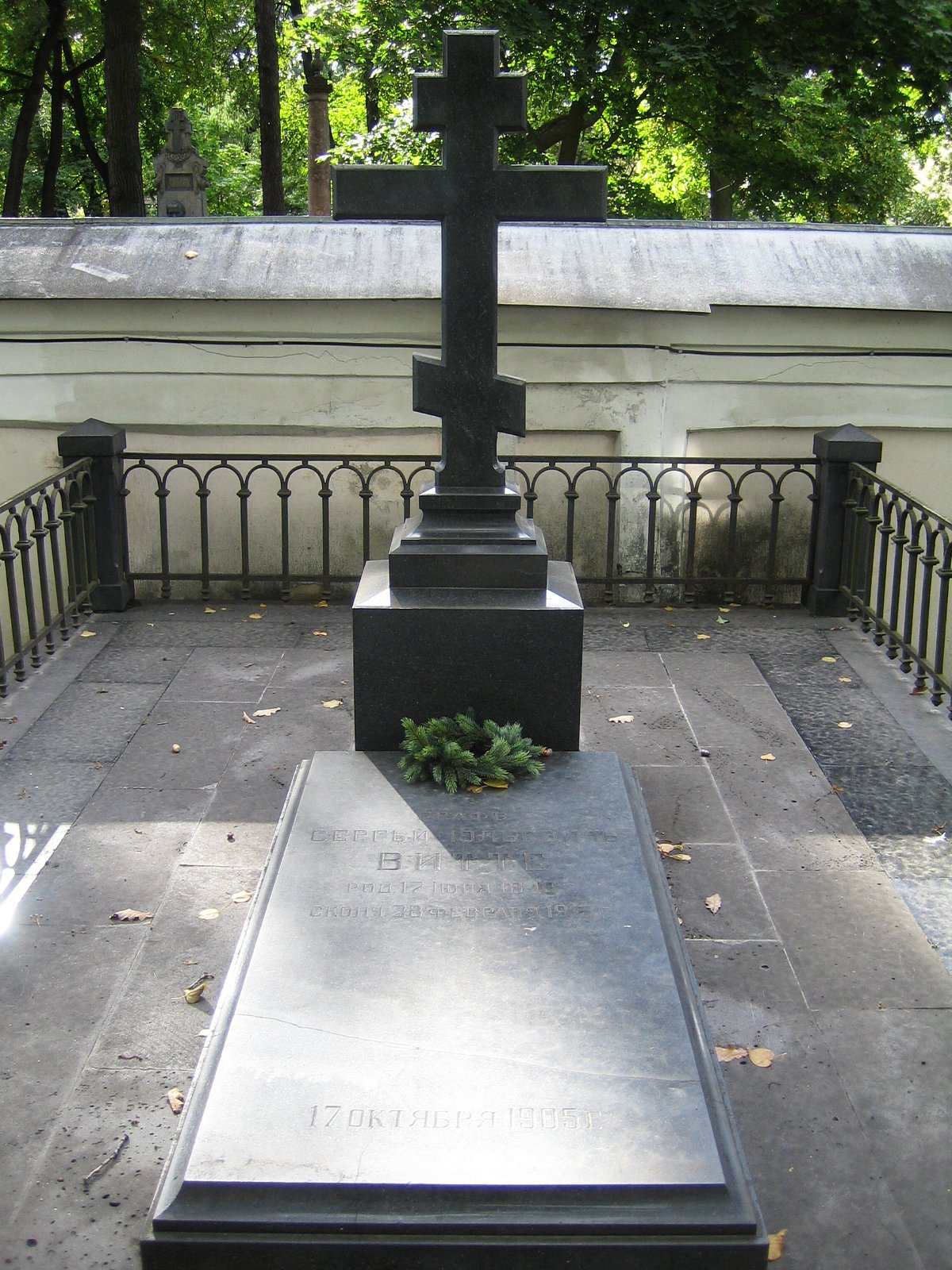
Tombe du comte Witte au cimetière Saint-Lazare

Amer, le comte Witte veut retrouver son autorité, mais Nicolas II ne veut plus rien savoir de lui. Plus par dépit que par principe, il s'oppose à la réforme agraire du nouveau premier ministre, Stolypine, et s'allie même aux réactionnaires pour saper son autorité à la Douma.

En 1914, il s'oppose à l'entrée en guerre de la Russie et écrit à l'empereur en ce sens. Il confie son point de vue à l'ambassadeur de France, Maurice Paléologue, pendant une conversation : 

« Cette guerre est une folie. Elle a été imposée à la sagesse de l'Empereur par des politiciens aussi maladroits qu'imprévoyants. Elle ne peut être que funeste à la Russie. Seules la France et l'Angleterre sont fondées à espérer quelque profit de la victoire. Encore notre victoire me parait-elle fort douteuse. Supposons la victoire complète de notre coalition, les Hohenzollern et les Habsbourg réduits à mendier la paix. Mais alors ce n'est pas seulement la ruine de la prépondérance germanique, c'est aussi la proclamation de la République dans toute l'Europe centrale. Et, du même coup, c'est la fin du tsarisme. »

Le comte Witte décède d'une crise cardiaque le 13 mars 1915, à Petrograd. Sa tombe se trouve au cimetière Saint-Lazare à Saint-Pétersbourg.
Il a laissé des Mémoires publiés après sa mort, en 1921, et traduits en plusieurs langues.
Serge Witte fut franc-maçon, membre de la loge « Amici philosophiae » , il fut aussi martiniste, supérieur inconnu, membre de la loge « Saint-Jean l'Apôtre » .

## Décorations

### Russes
- Ordre de Saint-André
- Ordre de Saint-Alexandre Nevski (avec diamants)
- Ordre de Saint-Vladimir (1re classe)
- Ordre de Sainte Anne (1re classe)

### Étrangères
- Grand-Croix de la Légion d'honneur ( France)
- Grand-Croix de l'Ordre de l'Aigle noir ( Prusse)
- Grand-Croix de l'Ordre de l'Aigle rouge (avec chaîne) ( Prusse)[9]
- Grand-Croix de l'Ordre de Vasa ( Suède)